# Arna mesilauensis
Arna mesilauensis är en fjärilsart som beskrevs av Holloway 1976. Arna mesilauensis ingår i släktet Arna och familjen tofsspinnare. Inga underarter finns listade i Catalogue of Life.